# Софі Говард
Софі Говард (нар. 24 лютого 1983 р.) - колишня англійська модель із Саупорта, Англія. [1] [2] Вона регулярно з'являлася на чоловічих журналах, таких як Maxim, Nuts та Loaded.  У серпні 2005 року Говард була визнанана 73-м у опитуванні FHM UK "100 найсексуальніших жінок".  У опитуванні 2006 року вона піднялася на 68 місце.
Біографія та кар’єра
Софі Аманда Говард, народилася і виросла в Саузпорті, Англія.
Пізніше вона переїхала до порту Елсмір. Вона відвідувала католицьку гімназію царя Христа, і була в армії порятунку  до 16 років. 
Говард вивчав англійську мову в університеті Edge Hill.  За цей час вона підписалася до модельного агентства IMM, і вона з’явилася в журналі.
Згодом Софі підписала контракт з Loaded, в результаті чого з'явилася колонка з порадами щодо стосунків та регулярною функцією під назвою "Вибір Софі". Станом на 2006 рік, вона була підписана до журналу Nuts приблизно 18 місяців. У 2006 році Керівництво ІММ Софі також підписало ексклюзивну угоду на 12 місяців (на 2007 рік) з Dennis Publishing для Sophie, яка часто виступала в Максімі та Бізаррі.
У 2009 році Софі повернулася до університету «Edge Hill», щоб здобути науковий ступінь сестринського психічного здоров’я. Вона відмовилася від моделювання в грудні 2011 року, щоб зосередитись виключно на своїх дослідженнях, перш ніж знову повернутися до моделювання в березні 2013 року.
Особисте життя
Софі Монаган живе в Ланкаширі зі своїм чоловіком Адамом Монаган. 
З 2013 року вона звільнилася з моделювання. 
Під час навчання в Шостій формі Говарду було поставлено діагноз «Вовчак» , що впливає на імунну систему. 
Софі регулярно допомагає з місцевими благодійними та громадськими програмами.